# Lichtensteinantilope
De Lichtensteinantilope of Lichtensteins hartenbeest (Alcelaphus buselaphus lichtensteinii) is een antilope. Deze antilope werd door de Duitse zoöloog Wilhelm Peters naar de natuuronderzoeker Martin Lichtenstein genoemd.

## Kenmerken
De Lichtensteinantilope heeft een schofthoogte van 1,25 meter en bereikt een gewicht van ongeveer 150 kilogram. De licht gebogen hoorns worden circa een halve meter lang.

## Verspreiding
Deze soort komt voor in de savannegebieden en droge rivierbeddingen van zuidelijk deel van Centraal-Afrika.